# 옥스퍼드 서커스

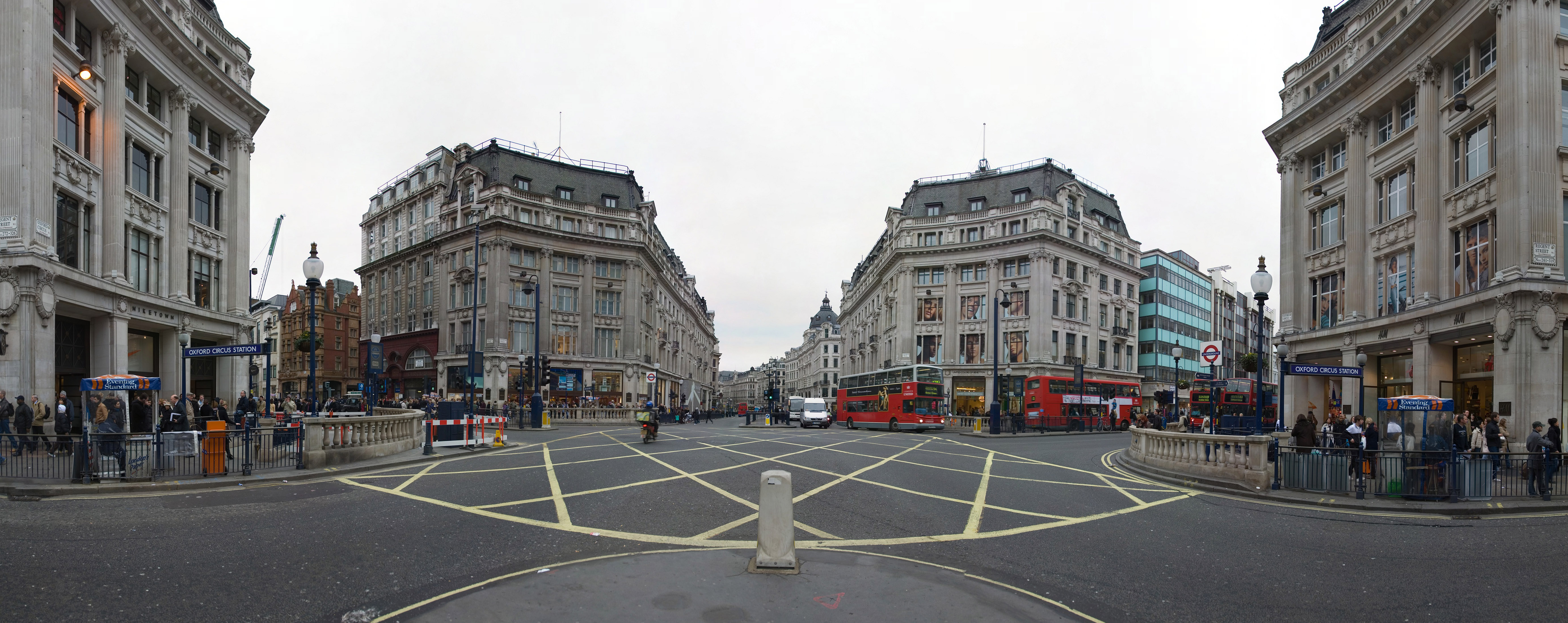
2006년의 옥스퍼드 서커스

옥스퍼드 서커스(Oxford Circus)는 런던 웨스트엔드에서 옥스퍼드 가 (A40)와 리전트 가가 만나는 교통이 붐비는 교차로이다. 여러 버스 노선이 이 지점을 경유하며, 교차로 바로 지하에는 옥스퍼드 서커스 역이 자리해 있다.
2000년대 말, 옥스퍼드 서커스는 런던 내에서 가장 큰 이동 규모를 기록했다. 최고조에 달하는 시간대에는 런던 지하철역으로 들어가는 수를 포함해 한시간에 보행자 40,000명 이상이 교차로를 지나갔다.

## 역사
옥스퍼드 서커스는 19세기 들어서 건설되었고, 설계는 존 내시가 맡았다.

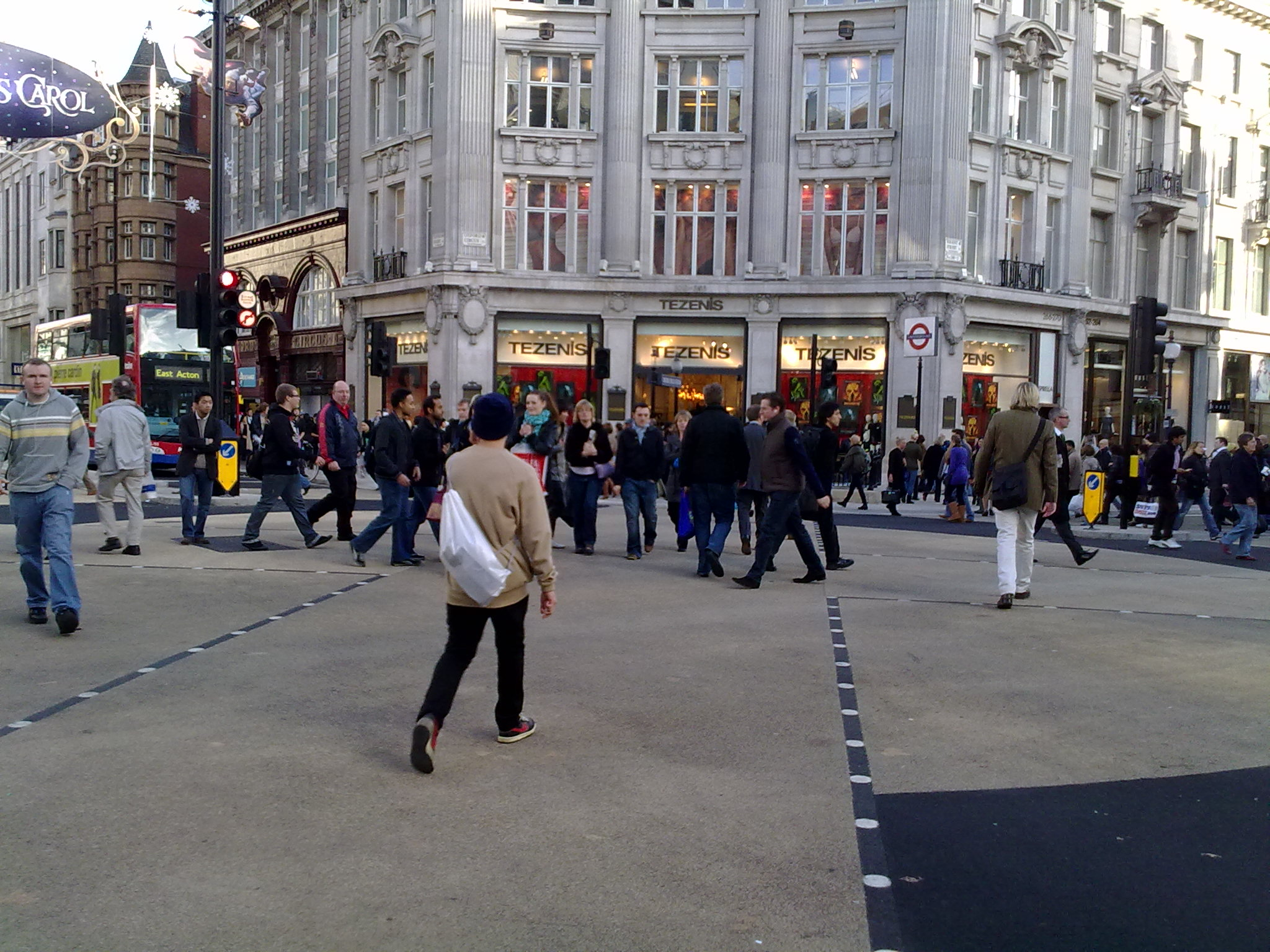
대각선 횡단보도가 들어선 옥스퍼스 서커스

이후 2009년, 웨스트민스터 시의회는 400만 파운드를 들여 해당 지역의 보도 계획안에 착수했다. 이를 통해 쇼핑객들이 대각선으로 교차로를 지나갈 수 있게 할 뿐만 아니라, 기존에 이어져 오던 '직행 교차로'에서 도쿄 시부야의 횡단보도처럼 '스크램블 교차로' 로 전환하도록 했다. 공사는 2009년 2월 시작됐고 같은 해 11월 2일에 횡단보도가 만들어졌다. 완성될 때 즈음 공사비용은 500만 파운드까지 올랐다. 보리스 존슨 런던 시장은 횡단보도 설치에 관해 "영국의 기술력, 일본의 혁신, 그리고 지금의 옛 상식에 대한 성공적인 사례"라고 밝혔다. 그러나 이와 상당히 유사한 횡단보도가 지난 2005년 사우스런던 밸럼에 설치됐는데, 98,000파운드의 비용이 들어가 거의 50배가 더 쌌던 것으로 알려져 주목받았다. 밸럼의 횡단보도 역시 우드 그린이 만들었다.

## 근처 관광지

### 쇼핑
- 나이키 타운
- H&M
- 탑샵/탑맨
- 베네통 유나이티드 컬러
- 미스 셀프리지
- 슈

## 박물관
- 핸델 하우스 박물관